# Клайв Колдвелл
Клайв Ро́бертсон Ко́лдуел (англ. Clive Robertson Caldwell; 28 липня 1910 — 5 серпня 1994) — найрезультативніший австралійський військовий льотчик часів Другої світової війни, груп-кептен.

## Нагороди
- Орден «За видатні заслуги» (14.10.1943)
- Хрест «За видатні льотні заслуги» (26.12.1941)
- Зірка 1939—1945
- Європейська Зірка Льотних Екіпажів
- Зірка Африки
- Тихоокеанська Зірка
- Оборонна медаль
- Медаль війни 1939—1945
- Австралійська медаль 1939—1945
- Хрест Хоробрих (Польща).